# Vraneček brvitý
Vraneček brvitý (Selaginella selaginoides) je drobná, plavuňovitá, mechům vzhledem podobná rostlina. Vzácně se vyskytuje i v ČR.

## Popis
Vraneček brvitý patří mezi plavuňovité, vytrvalé rostliny, které se vzhledem velice podobají mechům. Mají zelené až žlutohnědé zbarvení. Charakteristický je svými vzpřímenými lodyhami, které jsou cca 5 cm vysoké. V dolní části se vidličnatě dělí.
Listy jsou malé, stejnotvaré špičaté trojúhelníčky, které jsou uspořádány spirálovitě kolem stonku, směrem nahoru. Směřují do všech stran. Pouze výtrusnicový klas má listy poněkud větší.
Výtrusnice mají oddělené pohlaví. Samčí výtrusnice jsou uloženy v horní části výtrusnicového klasu a samičí ve spodní části klasu.

## Ekologie
Vyskytuje se na vlhkých místech (skály, pastviny) s neutrální až alkalickou půdou, nejčastěji v podhorských a horských oblastech.

## Ohrožení a ochrana
Rostlina patří mezi silně ohrožené druhy. Podle českého značení patří do skupiny C2 a je ze zákona chráněn.

## Rozšíření
Vraneček je rozšířen v severní Evropě, Irsku, Sibiři, dále také v Severní Americe. V České republice se vyskytuje roztroušeně v Krkonoších, Hrubém Jeseníku a na Králickém Sněžníku.